# Lecionário 69
O Lecionário 69 (designado pela sigla ℓ 69 na classificação de Gregory-Aland) é um antigo manuscrito do Novo Testamento, paleograficamente datado do Século XII d.C.[a]
Este codex contém lições dos evangelhos de Mateus, Lucas e João (conhecido como Evangelistarium), com algumas lacunas Algumas folhas que se perderam e foram refeitas posteriormente em letra manuscrita. O texto de João 8:3–11 (a Pericope Adulterae) foi omitido. O lecionário tem texto padrão, e alguns dos erros foram corrigidos posteriormente ao lado do texto.[a]. Foi escrito em grego, e actualmente se encontra na Biblioteca Nacional da França.